# Jürgen Bretzinger
Jürgen Bretzinger (* 1954 in Ravensburg) ist ein deutscher Filmregisseur, Filmproduzent und Drehbuchautor.

## Leben
Bretzinger besuchte das Albert-Einstein-Gymnasium in Ravensburg und studierte von 1976 bis 1980 an der Hochschule für Fernsehen und Film München (HFF) Theaterwissenschaft. Von 1980 bis 1984 war er als freier Kameramann und Dokumentarfilm-Regisseur tätig. Vor 1985 bis 1988 war er Dozent und Lehrbeauftragter an der HFF. Seit 1988 ist er Regisseur und Autor von Fernsehfilmen. Er führte u. a. Regie für Fernsehreihen wie Polizeiruf 110, Tatort und Marienhof und war Regisseur und Drehbuchautor des Kinofilms Schatten der Wüste (1989).
Bretzinger ist seit 1988 mit der Drehbuchautorin Dorothee Schön verheiratet und hat zwei Kinder. Seit 1998 lebt er wieder in seiner Heimatstadt Ravensburg, seit 2002 sitzt er als Mitglied der Grünen-Fraktion im Ravensburger Gemeinderat.

## Preise
Für den Fernsehfilm Fremde, liebe Fremde erhielt er 1992 den Bayerischen Fernsehpreis, während die Hauptdarstellerinnen Meret Becker und Katharina Brauren mit dem Adolf-Grimme-Preis in Silber und der Kameramann Kay Gauditz mit dem Fernsehfilmpreis der Deutschen Akademie der Darstellenden Künste geehrt wurden.

## Filmografie (Auswahl)
- 1978: Octavius (Schwarzweiß-Fernsehfilm nach dem Leben des Horatius Haeberle)
- 1980: Meer ohne Wasser
- 1984: Ein Leben lang Kino (Dokumentation)
- 1988: Richard Leacock (Dokumentation)
- 1989: Schatten der Wüste
- 1991: Fremde, Liebe, Fremde
- 1992: Marienhof
- 1993: Der Fahnder (Fernsehserie, drei Folgen)
- 1997: Tatort – Undercover-Camping
- 1997: SOKO 5113 (Fernsehserie, Pilotfilm und vier Folgen)
- 1996: Dr. Mad – Halbtot in Weiß
- 1997: Stürmischer Sommer
- 1998: Das Glück wohnt hinterm Deich
- 1999: Im Visier der Zielfahnder (Fernsehserie, vier Folgen)
- 1999: Tatort – Habgier
- 2001: Tatort – Tod vor Scharhörn
- 2001: Die Biester (Fernsehserie, fünf Folgen)
- 2000: Der Puma – Kämpfer mit Herz
- 2001: Offroad.TV
- 2002: Tatort – Schrott und Totschlag
- 2002–2003: Wolffs Revier (Fernsehserie, sechs Folgen)
- 2003: Polizeiruf 110 – Mama kommt bald wieder
- 2004: Tatort – Bitteres Brot
- 2005: Tatort – Der Name der Orchidee
- 2005: Tatort – Ohne Beweise
- 2005: Prinz und Paparazzi
- 2006: Ein Fall für zwei (Fernsehserie, Folge: Der Tod und das Mädchen)
- 2006: Tatort – Gebrochene Herzen
- 2007: Tatort – Blutsbande
- 2008: Tatort – Der Kormorankrieg
- 2008: Tatort – Blinder Glaube
- 2011–2012: Krimi.de (Fernsehserie, mehrere Folgen)
- 2012: Tatort – Schmuggler
- 2012: Pfarrer Braun – Ausgegeigt!
- 2014: Tatort – Todesspiel